# Мазурське поозер'я
Мазурське поозер'я (пол. Pojezierze Mazurskie) — озерне плато на північному сході Польщі, що формує південно-східну частину Балтійської гряди між нижньою течією річки Вісла і середньою частиною басейну річки Німан. Велика частина поозер'я розташована на території Вармінсько-Мазурського воєводства, невеликі частини знаходяться на території Мазовецького та Підляського воєводств.
Стосовно рельєф у північно-східній Польщі прийнято використовувати термін Мазурське поозер'я, а по відношенню до гідрографії регіону — термін Мазурські озера.

## Рельєф
На півночі уривається до Поморської низовини, на півдні переходить у Мазовецько-Подляску низовину. Переважає льодовиково-акумулятивний рельєф з великою кількістю моренних пагорбів заввишки до 317 м і міжморенних улоговин, часто зайнятих озерами (всього близько 2700 озер загальною площею близько 1450 км²), з'єднаними численними річками. Найбільш відомі Мазурські озера.